# بث رایزگرف
بث رایزگِرَف (انگلیسی: Beth Riesgraf؛ زادهٔ ۲۴ اوت ۱۹۷۸) بازیگر اهل ایالات متحده آمریکا است. وی از سال ۱۹۹۹ میلادی تاکنون مشغول فعالیت بوده‌است.

## گزیدهٔ آثار

### سینما
- آلوین و سمورچه‌ها (۲۰۰۷)

### تلویزیون
- زنان قاتل (۲۰۱۴)
- ادراک (۲۰۱۴)
- روان‌کاو (۲۰۱۳)
- ذهن‌های جنایتکار (۲۰۱۳–۲۰۱۲)
- ان‌سی‌آی‌اس (۲۰۱۱)
- نام من ارل است (۲۰۰۵ و ۲۰۰۷)
- آشنایی با مادر (۲۰۰۵)